# Saint-Michel-sur-Savasse
 Saint-Michel-sur-Savasse  là một xã thuộc tỉnh Drôme trong vùng Auvergne-Rhône-Alpes đông nam nước Pháp.